# Gottlieb Kirchhoff
Gottlieb Sigismund Konstantin Kirchhoff, nascut el 19 de febrer de 1764 a Teterow, avui a Mecklemburg-Pomerània Occidental, i traspassat el 14 de feberer de 1833 a Sant Petersburg, fou un químic alemany que treballà a Rússia, i que realitzà la primera hidròlisi del midó.

## Biografia

Estructura de l'amilosa que amb l'amilopectina constitueixen els dos polisacàrids del midó

Kirchhoff treballà com ajudant de farmàcia a Sant Petersburg el 1792 i el 1805 com a químic. Fou elegit membre associat de l'Acadèmia Russa de Ciències el 1807 i membre el 1809.

## Obra
L'any 1812 Kirchhoff aconseguí descompondre el midó, un polisacàrid, en monosacàrids mitjançant calor en presència d'àcid sulfúric que actua de catalitzador. El monosacàrid és la glucosa i aquest seria l'inici de la indústria dels xarops de glucosa i de maltosa. També treballà en l'estudi d'un mètode per a refinar olis vegetals i aconseguí una instal·lació que podia refinar-ne dues tones al dia.